# Karabinek sportowy „Standard” KL.153
5,6 mm karabinek sportowy "Standard" KL.153 − sportowy karabinek jednostrzałowy produkcji polskiej.
Karabinek został opracowany przez Antoniego Szymańskiego i Ernesta Durasiewicza na przełomie lat siedemdziesiątych i osiemdziesiątych. Do strzelania stosuje się naboje typu long z bocznym zapłonem. Posiada wkładkę, która stanowi prowadnicę pojedynczego naboju zamiast ramki z wślizgiem nabojowym, oknem magazynka i wyrzutnikiem. Lufa posiada większą średnicę zewnętrzną i dostosowaną podstawę muszki do celownika przeziernikowego, który posiada ciągłą regulację w pionie i poziomie, a umieszczony jest na komorze zamkowej.